# The Cambridge History of China
A The Cambridge History of China a Cambridge University Press gondozásában, 1978-tól megjelenő, Kína történelmét feldolgozó kézikönyv-sorozat, amely szerte a világon a sinológiai kutatások alapművének számít.

## Leírás
A sorozat ötlete eredetileg a brit Denis C. Twitchett és az amerikai John K. Fairbank történész, sinológusoktól származik. Az 1960-as években eltervezett monumentális munka első kötete azonban csak 1978-ban jelent meg. A sorozat kötetei nem időrendben jelennek meg, a végleges állapotában 15 kötetből (összesen 17 könyv) álló sorozatból három még nem készült el. A sorozat megbízhatóságát jól mutatja, hogy mára kínai fordításban is elérhető.
A sorozatot egy külön kötetben, 1999-ben megjelent The Cambridge History of Ancient China című kötet egészíti ki, amelynek szerkesztői Michael Loewe és Edward L. Shaughnessy.

## Kötetek
| Kötet | Cím                                                                                 | Szerkesztő(k)                            | Év               | ISBN                    |
| ----- | ----------------------------------------------------------------------------------- | ---------------------------------------- | ---------------- | ----------------------- |
| 1.    | The Ch'in and Han Empires, 221 BC–AD 220                                            | Denis C. Twitchett és Michael Loewe      | 1986. december   | ISBN 978-0-521-24327-8  |
| 2.    | China from 220 to 587                                                               |                                          | megjelenés alatt |                         |
| 3.    | Sui and T'ang China, 589–906 AD, Part 1                                             | Denis C. Twitchett                       | 1979. szeptember | ISBN 978-0-521-21446-9  |
| 4.    | Sui and T'ang China, 589–906 AD, Part 2                                             |                                          | megjelenés alatt |                         |
| 5.    | The Sung Dynasty and its Precursors, 907–1279, Part 1                               | Denis C. Twitchett és Paul Jakov Smith   | 2009. március    | ISBN 978-0-521-81248-1  |
| 5.    | The Five Dynasties and Sung China, 960–1279 AD, Part 2                              | John Chaffee és Denis C. Twitchett       | 2015. március    | ISBN 978-0-521-24330-8  |
| 6.    | Alien Regimes and Border States, 907–1368                                           | Denis C. Twitchett és Herbert Franke     | 1994. november   | ISBN 978-0-521-24331-5  |
| 7.    | The Ming Dynasty, 1368–1644, Part 1                                                 | Frederick W. Mote és Denis C. Twitchett  | 1988. február    | ISBN 978-0-521-24332-2  |
| 8.    | The Ming Dynasty, 1368–1644, Part 2                                                 | Frederick W. Mote és Denis C. Twitchett  | 1998. január     | ISBN 978-0-521-24333-9  |
| 9.    | The Ch'ing Empire to 1800, Part 1                                                   | Willard J. Peterson                      | 2002. december   | ISBN 978-0-521-24334-6. |
| 9.    | The Ch'ing Empire to 1800, Part 2                                                   |                                          | megjelenés alatt |                         |
| 10.   | Late Ch'ing 1800–1911, Part 1                                                       | John K. Fairbank                         | 1978. június     | ISBN 978-0-521-21447-6  |
| 11.   | Late Ch'ing 1800–1911, Part 2                                                       | John K. Fairbank és Kwang-Ching Liu      | 1980. szeptember | ISBN 978-0-521-22029-3  |
| 12.   | Republican China, 1912–1949, Part 1                                                 | John K. Fairbank és Denis C. Twitchett   | 1983. szeptember | ISBN 978-0-521-23541-9  |
| 13.   | Republican China, 1912–1949, Part 2                                                 | John K. Fairbank és Albert Feuerwerker   | 1986. július     | ISBN 978-0-521-24338-4  |
| 14.   | The People's Republic, Part 1: Emergence of Revolutionary China, 1949–1965          | Roderick MacFarquhar és John K. Fairbank | 1987. június     | ISBN 978-0-521-24336-0  |
| 15.   | The People's Republic, Part 2: Revolutions Within the Chinese Revolution, 1966–1982 | Roderick MacFarquhar és John K. Fairbank | 1991. november   | ISBN 978-0-521-24337-7  |